# Deutsche Postgewerkschaft

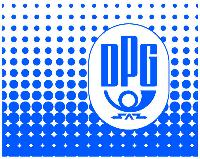
Logo związku

Deutsche Postgewerkschaft (DPG; pol. Niemiecki Pocztowy Związek Zawodowy) – nieistniejący niemiecki związek zawodowy z siedzibą we Frankfurcie nad Menem. Należał do Deutscher Gewerkschaftsbund.
Został założony 29 i 30 czerwca 1949 w Stuttgarcie. Pod koniec istnienia miał ok. 457 tysięcy członków. W 2001 roku z fuzji DPG z czterema innymi związkami powstał Vereinte Dienstleistungsgewerkschaft.

## Przewodniczący DPG
- 1950–1971: Carl Stenger(inne języki)
- 1971–1982: Ernst Breit(inne języki)
- 1982–2001: Kurt van Haaren(inne języki)